# Conde de Castlemaine

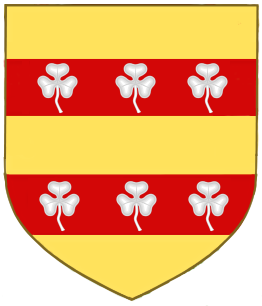
Armas de Palmer, Conde de Castlemaine.

O Condado de Castlemaine foi um título criado no Pariato da Irlanda. Foi criado para Roger Palmer, filho de Sir James Palmer, um cavalheiro da câmara do rei Carlos I, e Catherine Herbert, filha de William Herbert, 1.º Barão Powis. Roger Palmer também foi marido de Barbara Palmer (nascida Villiers), amante do rei Carlos II.  O conde também recebeu o título de Barão Limerick. O condado recebeu o nome em homenagem ao Castle Maine, no Condado de Kerry.
O título foi limitado por Bárbara aos seus herdeiros homens (ou seja, em oposição a qualquer esposa posterior que ele pudesse ter), deixando claro que o condado era pelos serviços de sua esposa ao rei, e não pelos seus próprios. Como a única filha oficialmente gerada pelo 1.º Conde (que provavelmente não era dele) era mulher, o título foi extinto após sua morte.
A sede da família Palmer é Dorney Court, Dorney, Buckinghamshire.

## Condes de Castlemaine, Primeira Criação (1661)
- Roger Palmer, 1.º Conde de Castlemaine (1634–1705)